# Raúl Fabiani
Raúl Iván Fabiani Bosio (ur. 14 czerwca 1987 w Walencji) – gwinejski piłkarz grający na pozycji napastnika. 

## Kariera klubowa
Karierę piłkarską Fabiani rozpoczął w klubach Paterna i Burjassot CF. Następnie w 2001 roku podjął treningi w Villarrealu CF. W sezonie 2003/2004 był członkiem rezerw tego klubu. W sezonie 2004/2005 grał w Moralo CP, w sezonie 2005/2006 - w CP Cacereño, a w sezonie 2006/2007 - w UD Lanzarote. W latach 2008–2010 był zawodnikiem zespołu Villajoyosa CF, a w 2010 roku został zawodnikiem CD Alcoyano.

## Kariera reprezentacyjna
W reprezentacji Gwinei Równikowej Fabiani zadebiutował 29 stycznia 2012 roku w przegranym 0:1 meczu Pucharu Narodów Afryki z Zambią.